# Mercedes AMG F1
Mercedes AMG Petronas F1 Team momčad je i konstruktor njemačkog proizvođača automobila Mercedes-Benz u Formuli 1. U sadašnjem je obliku nastao krajem 2009. godine iz britanske momčadi Brawn GP. Tim se nalazi u Brackleyu, u Velikoj Britaniji, ali se natječe pod njemačkom licencom. Motori se proizvode u Brixworthu (Mercedes AMG HPP) i također se isporučuju drugim timovima kupaca. Grupa Mercedes-Benz, Ineos i generalni direktor Toto Wolff vlasnici su svaki trećine trkaćeg tima od 2021.

## Povijest

### Mercedesovi počeci 1930-ih do 1955.
Prije nastanka natjecanja onoga što danas znamo pod imenom Formula 1, Mercedes-Benz natjecao se u utrkama za Velike nagrade već 30-ih godina 20. stoljeća.
Godine 1954. Mercedes-Benz se priključio Formuli 1 (Svjetsko prvenstvo je osnovano 1950.), s tehnološki naprednim bolidom kodnog imena W196 koji se ubrzo pokazao da je najmočniji bolid tog vremena. Juan Manuel Fangio, prethodni prvak iz 1951. prešao je sredinom sezone iz Maseratija u tvorničku momčad Daimler-Benz, pod čijim imenom su se natjecali upravo na njihov debi na Veliku nagradu Francuske 4. srpnja 1954. Fangio je osvojio četiri utrke u 1954., i ukupnu pobjedu u prvenstvu. 
Uspjeh je nastavio i u sezoni 1955., gdje je korišten isti bolid. Mercedes je ponovno dominirao te sezone, i s četiri pobjede Fangia, i s jednom pobjedom njegovog timskog kolege Stirlinga Mossa na Velikoj nagradi Velike Britanije, Fangio i Moss završili su sezonu kao prvi i drugi te godine u prvenstvu. Katastrofa na utrci 24 sata Le Mansa 11. lipnja 1955. na
kojem je poginuo Mercedesov vozač Pierre Levegh i više od 80 gledatelja dovelo je do otkazivanja utrki u Formuli 1 za Veliku nagradu Francuske, Njemačke, Španjolske i Švicarske, ali i potpuno povlačenje ekipe Mercedes-Benza iz svih grana motorsporta pa i Formule 1. 
Ime Mercedes vraća se u Formulu 1 1993., nakon 38 godina izbivanja, ali ovaj put samo kao dobavljač motora u ekipi Saubera. Partnerstvo nastavljaju i godinu kasnije, a od 1995., kreće partnerstvo isključivo s McLarenom i kupnjom jednog dijela momčadi kasnije. McLaren je za to vrijeme osvojio tri vozačka i jedno konstruktorsko prvenstvo između 1995. i 2008. godine. 
2009. proširuju opskrbu ekipa svojim motorima na dodatne dvije, Force India, i Brawn GP s kojime osvajaju oba prvenstva te godine.

## Ekipa u Formuli 1

### Tyrrell Racing (1968. – 1998.)
Godine 1968. Ken Tyrrell ostvario je svoj dječački san osnivanjem momčadi pod imenom Tyrell Racing, zahvaljujući glavnim sponzorima Elf i Ford. Svoj obol u izgradnji momčadi dala je i francuska firma Matra koja je bila službeni dobavljač pogonske jedinice. Sve je bilo praktički spremno, samo je nedostajao vozač. Mjesto glavnog vozača dobio je legendarni Sir Jackie Stewart. Nije mu trebalo puno vremena za dokazivanje, godine 1969. Stewart osvaja svoj prvi naslov u karijeri i sve su oči bile uprte u tu još tad nepoznatu momčad.
70.-te su se pokazale još plodonosnijima za Tyrrell. Početkom desetljeća prekinuli su suradnju s Matrom i postali su „sami svoji gazde“. To se pokazalo kao pun pogodak,1971. Stewart je ponovno bio svjetski prvak,a Tyrrell se po prvi put „osladio“ konstruktorskim naslovom. Dvije godine poslije Stewart je osvojio još jedan naslov i tako upotpunio svoj hat-trick. Tyrrellu je nedostajalo 10 bodova kako bi osvojio svoj drugi naslov, međutim Lotus je te sezone bio bolji. Momčad je te sezone zadesila teška tragedija. Naime, na stazi Watkins Glen poginuo je drugi vozač Tyrrella, Francuz Francois Cevert.
Krajem 70.-tih počeo je lagani pad u formi britanske momčadi. Budžet se iz godine u godinu smanjivao, a bolid je bio sve sporiji i sporiji. Zadnja pobjeda Tyrrella dogodila se na stazi u Detroitu na VN SAD-a. Potom je Ken Tyrrell 1998. godine prodao momčad firmi British American Tobacco, što je značilo kraj Tyrrella kao samostalne momčadi.

### British American Racing- BAR (1999. – 2005.)
Novi sponzori, novi početak. Momčad je 1999. Godine po prvi puta nastupila u F1. Kao prvog vozača doveli su Williamsovog Jacquesa Viilenuevea, te su tako poslali poruku konkurenciji kako BAR nije momčad koja je došla samo sudjelovati, već pobjeđivati. Sezona je obećavala, financije su bile stabilne i imali su prvoklasnog vozača u svojoj postavi. Međutim sezona je podbacila. Villenueve je čak 11 puta odustao, a BAR nije upisao niti jedan jedini bod.
Godinu dana kasnije, kao novi dobavljač pogonske jedinice postala je japanska Honda, ujedno je bila i vlasnik određenog dijela dionica BAR-a. 2000. Godina se pokazala jako dobrom, a najbolji rezultat bilo je 4. mjesto. U naredne dvije sezone momčad je oscilirala u formi. Promjene su se dogodile početkom 2002. kada je na čelo momčadi došao David Richards, no i dalje nije bilo zapažajućih rezultata.
Iduća sezona donijela je još više promjena. Jacques Villenueve otišao je iz BAR-a nakon neuspješnih pregovora. BAR je odmah krenuo u potragu za novim vozačem. Priliku da se dokaže dobio je mladi Britanac, Jenson Button. Raskoš svog talenta pokazao je u 2004. godini kada je u više navrata osvajao pobjednička postolja, a kao šlag na tortu bio je pole position na kultnoj Imoli. Praktički savršena sezona za BAR nakon toliko mukotrpnih sezona. Međutim sve što je lijepo – kratko traje. Već u narednoj sezoni momčad doživljava drastični pad u formi. Krizu je još više produbila diskvalifikacija na VN San Marina zbog kršenja tehničkog pravilnika. Krajem 2005. godine Honda je otkupila sve dionice BAR-a i postala 100 postotnim vlasnikom močadi. Ovo je bio kraj BAR-a kao momčadi.

### Honda F1 Racing Team (2006. – 2008.)
Jedan od prvih poteza Honde bilo je dovođenje Rubensa Barrichella kao drugog vozača, dok je u momčadi i dalje bio Jenson Button. Momčad je na testiranjima pokazala zavidnu kvalitetu, no problem se pojavio u pouzdanosti bolida. Uspjeli su na kraju izdržati napornu sezonu, te upisati i prvu pobjedu. Potpomognut vremenskim uvjetima, Jenson Button je ostvario svoju prvu pobjedu u karijeri na stazi Hungaroring u Mađarskoj.
Naredne dvije sezone bile su razočaravajuće. Momčad nije uspjela upisati značajni rezultat. Ponovno se nazirala kriza, međutim, pojavila se jedna osoba koja će u skorije vrijeme promijeniti lice ove momčadi. Dakako, to je Ross Brawn, bivši Ferrarijev tehnički direktor. Uz sve ove turbulencije Honda je izdržala sezonu. Na kraju sezone Ross Brawn je zajedno s Nickom Fryjem otkupio momčad za vrtoglavi iznos od čak…1 funte. To je označilo kraj Honde kao zasebne momčadi.

### Brawn GP (2009.)
Promjena tehničkih pravila, nove staze, sve se sad skupilo u jedan lonac. No, Brawn je bio hladne glave i odmah se bacio na posao. Momčad je preimenovao u Brawn GP, a kao novi dobavljač pogonske jedinice postao je Mercedes. Nakon dugih 10 godina Honda se povukla iz svijeta F1. Oko vozačke postave se nije dvoumio, odmah je angažirao Buttona i Baricchella.
Momčad je imala fenomenalan start sezone. Pobijedili su u 6 od 7 utrka, te tako uzdrmali cijeli F1 svijet. Red Bull i Ferrari nisu znali kako da pariraju najvećem iznenađenju te sezone. U drugoj polovici sezone forma je bila promjenjiva, ali na VN Brazila slavlje je moglo početi. Jenson Button osvojio je svoj prvi naslov svjetskog prvaka, a Brawn GP se okrunio konstruktorskim naslovom. Krajem sezone njemačka firma Daimler AG otkupio je od Brawna 75% dionica. Tako je jedna od najljepših priča u povijesti F1 došla svom kraju,a Brawn GP otišao u povijest.
Današnja momčad Mercedes AMG kao ekipa u Formuli 1 svoje korijenje vuče još od 1970. kada je nastala momčad Tyrrella koja se natjecala do 1998. pod tim imenom. Godinu kasnije momčad kupuje BAT (British American Tobacco) i mjenja ime u British American Racing i premješta svoju bazu u Brackley u grofoviji Northamptonshire. Prvu sezonu natjecali su se sa Supertecovim (Renaultovim) motorima, a kasnije kreće suradnja s Hondom koja ih i kasnije (2006.) u potpunosti preuzima i preimenuje momčad u Honda Racing F1. Honda za to vrijeme bilježi povremene uspjehe, ali tijekom sezone 2007. pada im forma i na kraju 2008. potpuno odustaju od F1. U tom je slučaju momčad morala biti ponovo preimenovana jer je ekipa imala sredstava za nastavak natjecanja u Formuli 1 2009. a upravo im je Mercedes ušao u susret da ih opskrbi motorima jer ih je Ferrari ranije odbio. Momčad je dobila ime Brawn GP po šefu bivše Hondine ekipe Rossu Brawnu te tako otišla u povijest jer su uzeli oba naslova prvaka bez ikakvih izgleda i šansi koje su im stručnjaci davali uoči početka sezone. 
16. studenog 2009. momčad Brawn GP službeno prestaje postojati jer Daimler AG u suradnji s Aabar Investments isprva kupuje 75.1% udjela u Brawn GP-u (Daimler AG: 45,1%; Aabar Investments: 30%) i mjenja ime u Mercedes GP. Preostalih 24.9% udjela u timu ostala su dosadašnjem vođi ekipe Rossu Brawnu, i Nicku Frayu koji je vodio tim od 2006. do 2007. U veljači 2011. godine Daimler AG kupuje preostale dionice i postaje biti vlasnik ekipe zajedno s Aabar Investments. Odnos dionica je sada 60-40 u korist Daimler AG-a.
Momčad djeluje iz dva ogranka, Mercedes-AMG Petronas F1 Team koji se nalazi u Brackleyu i gdje se proizvode šasije bolida, te odjel Mercedes AMG High Performanse Powertrains koji se nalazi u susjednom Brixworthu gdje se proizvode motori, koji se također isporučuju McLarenu, Williamsu i Aston Martinu.

### 2010.
Momčad u svojoj prvoj povratničkoj sezoni u F1 nije ostvarila željeni cilj koji si je postavila zajedno s povratnikom na staze Michaelom Schumacherom. Bolid jednostavno od početka nije bio dizajniran po Schumacherovim mjerama i kako je sam rekao nikako nije iz njega mogao izvući više nego što doista jest. Povremeni bljeskovi ekipe bilježe se trostrukim osvajanjem trećeg mjesta njihovog drugog puno mlađeg vozača u ekipi Nice Rosberga koji je praktički deklasirao veterana i bivšeg sedmerostrukog svjetskog prvaka u F1.
Momčad je sezonu završila na solidnom, ali i čvrstom četvrtom mjestu bez ikakvih šansi da bi im itko zaprijetio iz donjeg dijela poretka gdje je najbliži pratitelj bio Renault.

## Rezultati
Pobjede Mercedesa u Formuli 1
| Godina                                                         | Puni naziv momčadi               | Šasija  | Motor                     | Gume           | #  | Vozači                | Utrke    | Bodovi                                      | Poredak                                     |
| -------------------------------------------------------------- | -------------------------------- | ------- | ------------------------- | -------------- | -- | --------------------- | -------- | ------------------------------------------- | ------------------------------------------- |
| 1954.                                                          | Daimler Benz AG                  | W196s   | M196 L8 2.5               | C              |    | Juan Manuel Fangio    | 4-5, 8   | Bodovi za konstruktore nisu se dodjelivali. | Bodovi za konstruktore nisu se dodjelivali. |
| 1954.                                                          | Daimler Benz AG                  | W196s   | M196 L8 2.5               | C              |    | Karl Kling            | 4-5, 8   | Bodovi za konstruktore nisu se dodjelivali. | Bodovi za konstruktore nisu se dodjelivali. |
| 1954.                                                          | Daimler Benz AG                  | W196s   | M196 L8 2.5               | C              |    | Hans Herrmann         | 4, 6     | Bodovi za konstruktore nisu se dodjelivali. | Bodovi za konstruktore nisu se dodjelivali. |
| 1954.                                                          | Daimler Benz AG                  | W196    | M196 L8 2.5               | C              |    | Juan Manuel Fangio    | 6-7, 9   | Bodovi za konstruktore nisu se dodjelivali. | Bodovi za konstruktore nisu se dodjelivali. |
| 1954.                                                          | Daimler Benz AG                  | W196    | M196 L8 2.5               | C              |    | Karl Kling            | 6-7, 9   | Bodovi za konstruktore nisu se dodjelivali. | Bodovi za konstruktore nisu se dodjelivali. |
| 1954.                                                          | Daimler Benz AG                  | W196    | M196 L8 2.5               | C              |    | Hans Herrmann         | 7-9      | Bodovi za konstruktore nisu se dodjelivali. | Bodovi za konstruktore nisu se dodjelivali. |
| 1954.                                                          | Daimler Benz AG                  | W196    | M196 L8 2.5               | C              |    | Hermann Lang          | 6        | Bodovi za konstruktore nisu se dodjelivali. | Bodovi za konstruktore nisu se dodjelivali. |
| 1955.                                                          | Daimler Benz AG                  | W196    | M196 L8 2.5               | {Continental}} |    | Juan Manuel Fangio    | 1-2, 4-6 | Bodovi za konstruktore nisu se dodjelivali. | Bodovi za konstruktore nisu se dodjelivali. |
| 1955.                                                          | Daimler Benz AG                  | W196    | M196 L8 2.5               | {Continental}} |    | Karl Kling            | 1, 4-7   | Bodovi za konstruktore nisu se dodjelivali. | Bodovi za konstruktore nisu se dodjelivali. |
| 1955.                                                          | Daimler Benz AG                  | W196    | M196 L8 2.5               | {Continental}} |    | Stirling Moss         | 1-2, 4-6 | Bodovi za konstruktore nisu se dodjelivali. | Bodovi za konstruktore nisu se dodjelivali. |
| 1955.                                                          | Daimler Benz AG                  | W196    | M196 L8 2.5               | {Continental}} |    | Hans Herrmann         | 1        | Bodovi za konstruktore nisu se dodjelivali. | Bodovi za konstruktore nisu se dodjelivali. |
| 1955.                                                          | Daimler Benz AG                  | W196    | M196 L8 2.5               | {Continental}} |    | André Simon           | 2        | Bodovi za konstruktore nisu se dodjelivali. | Bodovi za konstruktore nisu se dodjelivali. |
| 1955.                                                          | Daimler Benz AG                  | W196    | M196 L8 2.5               | {Continental}} |    | Piero Taruffi         | 6-7      | Bodovi za konstruktore nisu se dodjelivali. | Bodovi za konstruktore nisu se dodjelivali. |
| 1955.                                                          | Daimler Benz AG                  | W196s   | M196 L8 2.5               | {Continental}} |    | Juan Manuel Fangio    | 7        | Bodovi za konstruktore nisu se dodjelivali. | Bodovi za konstruktore nisu se dodjelivali. |
| 1955.                                                          | Daimler Benz AG                  | W196s   | M196 L8 2.5               | {Continental}} |    | Stirling Moss         | 7        | Bodovi za konstruktore nisu se dodjelivali. | Bodovi za konstruktore nisu se dodjelivali. |
| Od 1956.-2009. god. Mercedes se nije natjecao kao konstruktor. |                                  |         |                           |                |    |                       |          |                                             |                                             |
| 2010.                                                          | Mercedes GP Petronas F1 Team     | MGP W01 | FO 108X V8 2.4            | B              | 3  | Michael Schumacher    | Sve      | 214                                         | 4.                                          |
| 2010.                                                          | Mercedes GP Petronas F1 Team     | MGP W01 | FO 108X V8 2.4            | B              | 4  | Nico Rosberg          | Sve      | 214                                         | 4.                                          |
| 2011.                                                          | Mercedes GP Petronas F1 Team     | MGP W02 | FO 108Y V8 2.4            | P              | 7  | Michael Schumacher    | Sve      | 165                                         | 4.                                          |
| 2011.                                                          | Mercedes GP Petronas F1 Team     | MGP W02 | FO 108Y V8 2.4            | P              | 8  | Nico Rosberg          | Sve      | 165                                         | 4.                                          |
| 2012.                                                          | Mercedes AMG Petronas F1 Team    | F1 W03  | FO 108Z V8 2.4            | P              | 7  | Michael Schumacher    | Sve      | 142                                         | 5.                                          |
| 2012.                                                          | Mercedes AMG Petronas F1 Team    | F1 W03  | FO 108Z V8 2.4            | P              | 8  | Nico Rosberg          | Sve      | 142                                         | 5.                                          |
| 2013.                                                          | Mercedes AMG Petronas F1 Team    | F1 W04  | FO 108F V8 2.4            | P              | 9  | Nico Rosberg          | Sve      | 360                                         | 2.                                          |
| 2013.                                                          | Mercedes AMG Petronas F1 Team    | F1 W04  | FO 108F V8 2.4            | P              | 10 | Lewis Hamilton        | Sve      | 360                                         | 2.                                          |
| 2014.                                                          | Mercedes AMG Petronas F1 Team    | F1 W05  | PU106A V6 t h 1.6         | P              | 6  | Nico Rosberg          | Sve      | 701                                         | 1.                                          |
| 2014.                                                          | Mercedes AMG Petronas F1 Team    | F1 W05  | PU106A V6 t h 1.6         | P              | 44 | Lewis Hamilton        | Sve      | 701                                         | 1.                                          |
| 2015.                                                          | Mercedes AMG Petronas F1 Team    | F1 W06  | PU106B V6 t h 1.6         | P              | 6  | Nico Rosberg          | Sve      | 703                                         | 1.                                          |
| 2015.                                                          | Mercedes AMG Petronas F1 Team    | F1 W06  | PU106B V6 t h 1.6         | P              | 44 | Lewis Hamilton        | Sve      | 703                                         | 1.                                          |
| 2016.                                                          | Mercedes AMG Petronas F1 Team    | F1 W07  | PU106C V6 t h 1.6         | P              | 6  | Nico Rosberg          | Sve      | 765                                         | 1.                                          |
| 2016.                                                          | Mercedes AMG Petronas F1 Team    | F1 W07  | PU106C V6 t h 1.6         | P              | 44 | Lewis Hamilton        | Sve      | 765                                         | 1.                                          |
| 2017.                                                          | Mercedes AMG Petronas Motorsport | F1 W08  | M08 EQ Power+ V6 t h 1.6  | P              | 44 | Lewis Hamilton        | Sve      | 668                                         | 1.                                          |
| 2017.                                                          | Mercedes AMG Petronas Motorsport | F1 W08  | M08 EQ Power+ V6 t h 1.6  | P              | 77 | Valtteri Bottas       | Sve      | 668                                         | 1.                                          |
| 2018.                                                          | Mercedes AMG Petronas Motorsport | F1 W09  | M09 EQ Power+ V6 t h 1.6  | P              | 44 | Lewis Hamilton        | Sve      | 655                                         | 1.                                          |
| 2018.                                                          | Mercedes AMG Petronas Motorsport | F1 W09  | M09 EQ Power+ V6 t h 1.6  | P              | 77 | Valtteri Bottas       | Sve      | 655                                         | 1.                                          |
| 2019.                                                          | Mercedes AMG Petronas Motorsport | F1 W10  | M10 EQ Power+ V6 t h 1.6  | P              | 44 | Lewis Hamilton        | Sve      | 739                                         | 1.                                          |
| 2019.                                                          | Mercedes AMG Petronas Motorsport | F1 W10  | M10 EQ Power+ V6 t h 1.6  | P              | 77 | Valtteri Bottas       | Sve      | 739                                         | 1.                                          |
| 2020.                                                          | Mercedes AMG Petronas F1 Team    | F1 W11  | M11 EQ Performance V6 t h | P              | 44 | Lewis Hamilton        | 1-15, 17 | 573                                         | 1.                                          |
| 2020.                                                          | Mercedes AMG Petronas F1 Team    | F1 W11  | M11 EQ Performance V6 t h | P              | 63 | George Russell        | 16       | 573                                         | 1.                                          |
| 2020.                                                          | Mercedes AMG Petronas F1 Team    | F1 W11  | M11 EQ Performance V6 t h | P              | 77 | Valtteri Bottas       | Sve      | 573                                         | 1.                                          |
| 2021.                                                          | Mercedes AMG Petronas F1 Team    | F1 W12  | M12 E Performance V6 t h  | P              | 44 | Lewis Hamilton        | Sve      | 613.5                                       | 1.                                          |
| 2021.                                                          | Mercedes AMG Petronas F1 Team    | F1 W12  | M12 E Performance V6 t h  | P              | 77 | Valtteri Bottas       | Sve      | 613.5                                       | 1.                                          |
| 2022.                                                          | Mercedes AMG Petronas F1 Team    | F1 W13  | M13 E Performance V6 t h  | P              | 44 | Lewis Hamilton        | Sve      | 515                                         | 3.                                          |
| 2022.                                                          | Mercedes AMG Petronas F1 Team    | F1 W13  | M13 E Performance V6 t h  | P              | 63 | George Russell        | Sve      | 515                                         | 3.                                          |
| 2023.                                                          | Mercedes AMG Petronas F1 Team    | F1 W14  | M14 E Performance V6 t h  | P              | 44 | Lewis Hamilton        | Sve      | 409                                         | 2.                                          |
| 2023.                                                          | Mercedes AMG Petronas F1 Team    | F1 W14  | M14 E Performance V6 t h  | P              | 63 | George Russell        | Sve      | 409                                         | 2.                                          |
| 2024.                                                          | Mercedes AMG Petronas F1 Team    | F1 W15  | M15 E Performance V6 t h  | P              | 44 | Lewis Hamilton        | Sve      | 468                                         | 4.                                          |
| 2024.                                                          | Mercedes AMG Petronas F1 Team    | F1 W15  | M15 E Performance V6 t h  | P              | 63 | George Russell        | Sve      | 468                                         | 4.                                          |
| 2025.                                                          | Mercedes AMG Petronas F1 Team    | F1 W16  | M16 E Performance V6 t h  | P              | 12 | Andrea Kimi Antonelli |          | -                                           | -                                           |
| 2025.                                                          | Mercedes AMG Petronas F1 Team    | F1 W16  | M16 E Performance V6 t h  | P              | 63 | George Russell        |          | -                                           | -                                           |

## Vanjske poveznice
- Službena stranica momčadi
- statsf1.com